# 小田急バーチャル鉄道博物館
小田急バーチャル鉄道博物館（おだきゅうバーチャルてつどうはくぶつかん）は、小田急電鉄公式webサイト内でかつて公開されていたバーチャル博物館である。
Adobe Flashを使用するため、閲覧にはFlashプレイヤーが必要であった。

## 概要
小田急線開業80周年を記念して、2007年10月14日（鉄道の日）にオープンした。
2020年12月25日をもってwebサイト上での公開を終了した。

## 内容

### 車両展示
下記の車種をCGによる3D画像で再現していて、この車両は先頭車を360度回転することができた。またすでに営業運転を終了した車両(以下「展示車両」中の※付の車両)は現在の沿線風景を撮った画像と、現在の車両(以下「展示車両」中の※無しの車両)は開業当初の沿線風景を撮った画像と合成した映像を見ることができた。

#### 展示車両
※は営業運転を終了した車両
ロマンスカー
3000形「SE」※
3100形「NSE」※
10000形「HiSE」※
20000形「RSE」※
30000形「EXE」
50000形「VSE」
60000形「MSE」
7000形「LSE」※
通勤形車両
モハ1形※
2600形※
9000形※
1000形
3000形（2代）
4000形（2代）
5000形※

### 沿線フォトギャラリー
開業から現在までの歴史や沿線の発展の推移を画像と解説文で紹介していた。

### 小田急資料室
小田急電鉄の車両の概要や画像を収蔵していた。車両の形態や年代から検索することが可能であった。

### クイズ・ザ・オダキュー
初級・中級・上級と分かれており、それぞれ5問ずつ出題された。全問正解するとその難易度に応じた賞品をダウンロードすることが可能であった。

### ショップ
小田急公式グッズショップであるTRAINSへのリンクとなっていた。

### その他
エントランスからは、展示車両が走る風景を見ることができた。